# 5. století př. n. l.
5. století před naším letopočtem začalo prvním dnem roku 500 před naším letopočtem a skončilo posledním dnem roku 401 př. n. l.

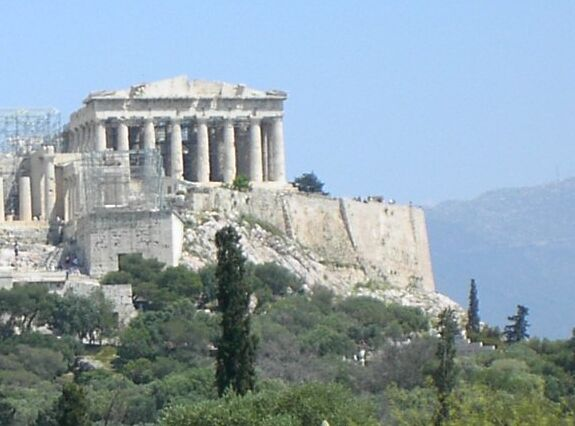
Athénský Parthenón v pohledu z pahorku Pnyx směrem západ. Poloha 23 ° 43'35,69 "V 37 ° 58'17,39" N

## Události
- Démotické písmo se stává dominantním písmem starověkého Egypta.

### 499–490 př. n. l.
- 499 př. n. l.: Aristagoras jednající jménem Perské říše vedl neúspěšný útok na vzpurný ostrov Naxos.
- 499 př. n. l.: Aristagoras podněcoval Iónské povstání a začínaly perské války mezi Řeckem a Persií.
- 499 př. n. l.: Athénské a jónské jednotky opustily Sardy.
- 498 př. n. l.: Hippokratés z Gela dobyl město Leontinoi.
- 498 př. n. l.: Alexandr I. se stává králem Makedonie. Nastupuje po otci Amyntasovi I.
- 496 př. n. l.: Bitva na jezeře Regillus: legendární rané římské vítězství, buďto nad Etrusky nebo nad Latiny.
- 496 př. n. l.: Narodil se Sofoklés.
- 495 př. n. l.: Na Circu Maximu v Římě byl postaven chrám zasvěcený bohu Merkurovi.
- 494 př. n. l.: Bitva u Lade, kde Peršané získali zpět Ionii.
- 494 př. n. l.: V Římě byli poprvé zvoleni dva tribunové lidu a dva plebejští aedilové: byl založen úřad tribuna lidu.
- 494 př. n. l.: Řím se proměnil z aristokratické republiky na liberalizovanou republiku.
- 493 př. n. l.: Byl založen Pireus, přístavní město Athén.
- 493 př. n. l.: Gaius Marcius Coriolanus dobyl město Corioli
- 492 př. n. l.: První výprava perského krále Dareia I. proti Řecku pod vedením jeho zetě Mardonia. Začátek vojenského tažení, které vyvrcholilo bitvou u Marathónu v roce 490 př. n. l.
- 491 př. n. l.: Leotychidas nastoupil na trůn Sparty po svém bratranci Démaratovi.
- 491 př. n. l.: Gelón se stává tyranem v Gele.
- 490 př. n. l.: Bitva u Marathónu, kde je perský král Dareios I. poražen Athéňany a Platajci pod vedením Miltiada
- 490 př. n. l.: Feidippidés běžel 40 kilometrů z Marathónu do Athén, aby oznámil zprávu o řeckém vítězství; odtud dálkový běh maraton.

### 489–480 př. n. l.

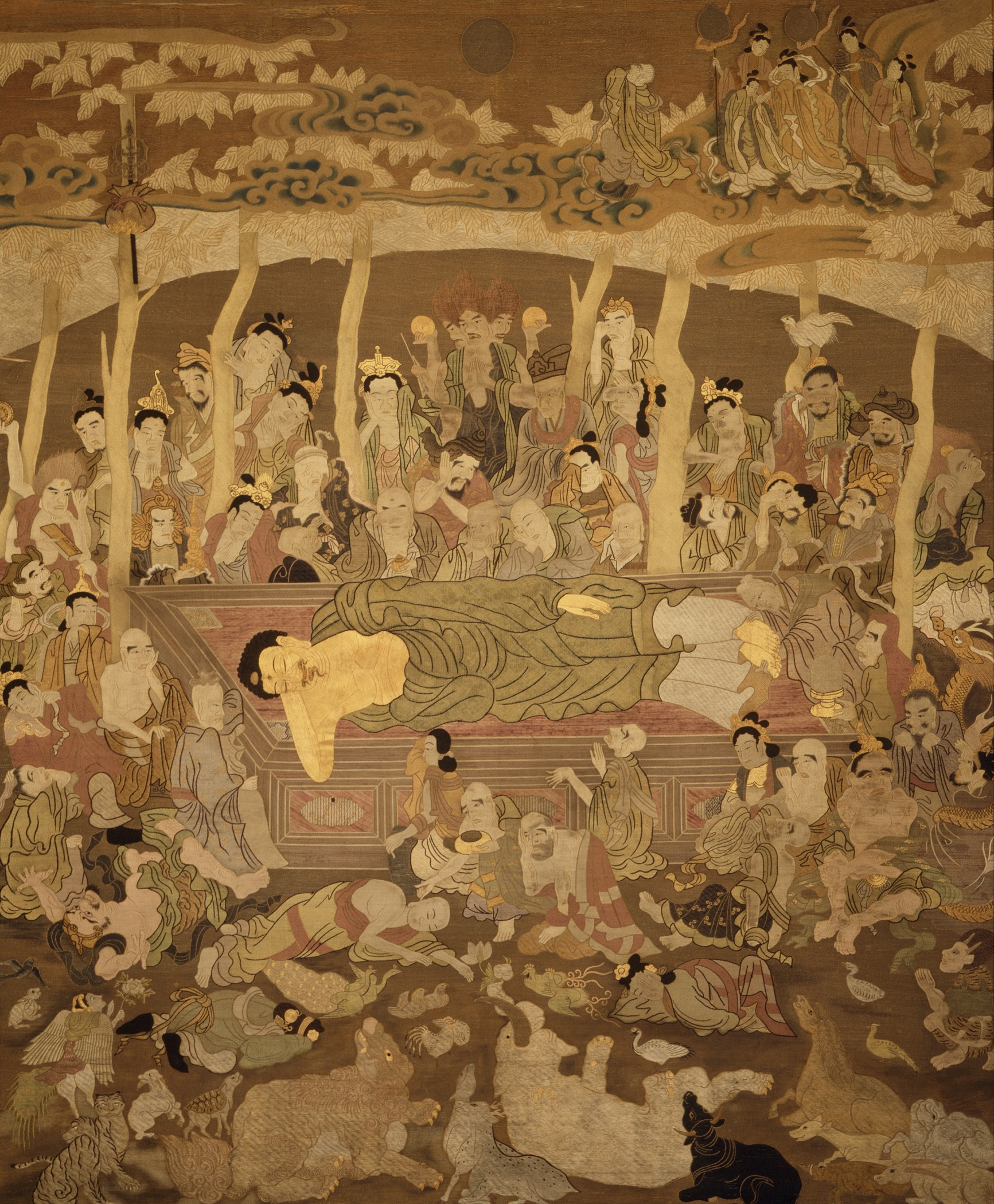
Gautama Buddha vstupuje do parinirvány

- 489 př. n. l.: Města na ostrově Rhodos se spojila a zahájila stavbu nového města Rhodos.
- 488 př. n. l.: Leónidás I. nastupuje na trůn ve Spartě jako nástupce odsouzeného bratra Kleomena I.
- 487 př. n. l.: Egypt se vzbouřil proti Peršanům.
- 487 př. n. l.: Začala válka mezi Aiginou a Athénami.
- 487 př. n. l.: Úřad archonta se volí losem, což je důležitý milník v přechodu k radikální athénské demokracii.
- 486 př. n. l.: Je postavena první část čínského velkého kanálu.
- 486 př. n. l.: Xerxés I. nastoupil po Dareiovi I. jako král Persie.
- 486 př. n. l.: Egypt se vzbouřil proti perské vládě.
- 486 př. n. l.: První buddhistický koncil v Rádžagrze, pod patronací krále Adžátašatru. Je založena orální tradice.
- 484 př. n. l.: Athénský dramatik Aischylos získal cenu za poezii.
- 484 př. n. l.: Xerxés I. vyvrátil Novobabylonskou říši a odstraní zlatou sochu Bela (Marduk, Merodach ).
- 484 př. n. l.: Peršané znovu získali kontrolu nad Egyptem.
- 483 př. n. l.: Gautama Buddha zemřel.
- 483 př. n. l.: Perský král Xerxés I. začal plánovat svou výpravu proti Řecku.
- 481 př. n. l.: Korintská šíje ukončila válku mezi Athénami a Aeginou.
- 480 př. n. l.: Perský král Xerxés I. vytáhl proti Řecku.
- 480 př. n. l.: Kimón a jeho přátelé spálili koňské postroje jako oběť bohyni Athéně a připojili se k námořníkům.
- 480 př. n. l.: Pleistarchos nastoupil po svém otci Leónidovi I. jako král Sparty.
- 480 př. n. l.: Bitva u Artemísia – perská flota vybojovala nerozhodnou bitvou s řeckou spojeneckou flotou.

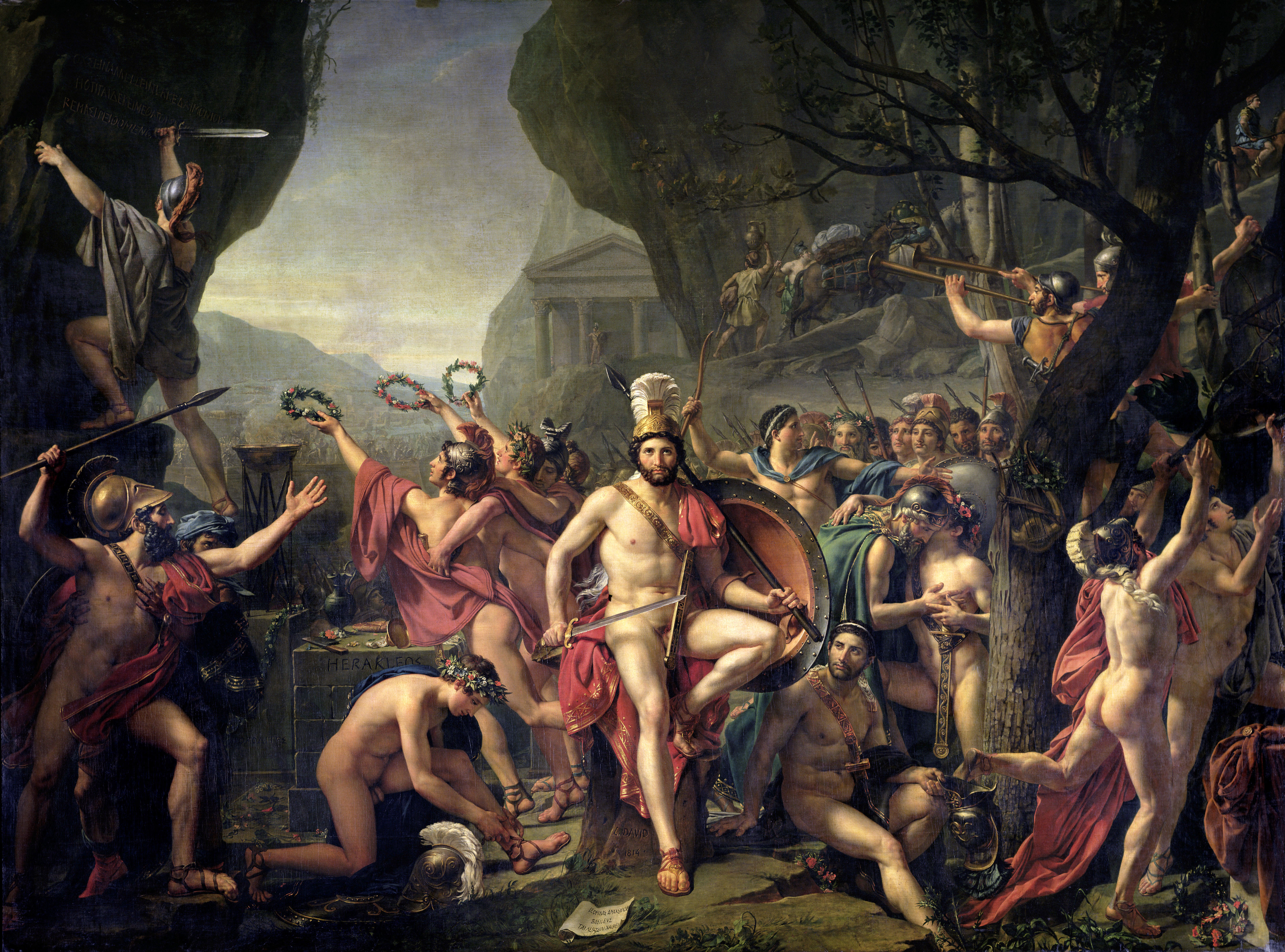
Bitva u Thermopyl na obraze Jacques-Louise Davida, 1814

- 480 př. n. l.: Bitva u Thermopyl, draze zaplacené vítězství Peršanů nad Řeky.
- 480 př. n. l.: Bitva u Salamíny mezi Řeckem a Persií, Řekové zvítězili.
- 480 př. n. l.: Bitva u Himery – Kartáginci pod vedením Hamilkara byli poraženi sicilskými Řeky vedenými Gelónem ze Syrakus.
- 480 př. n. l.: Římská vojska táhnou proti Vejům.

### 479–470 př. n. l.

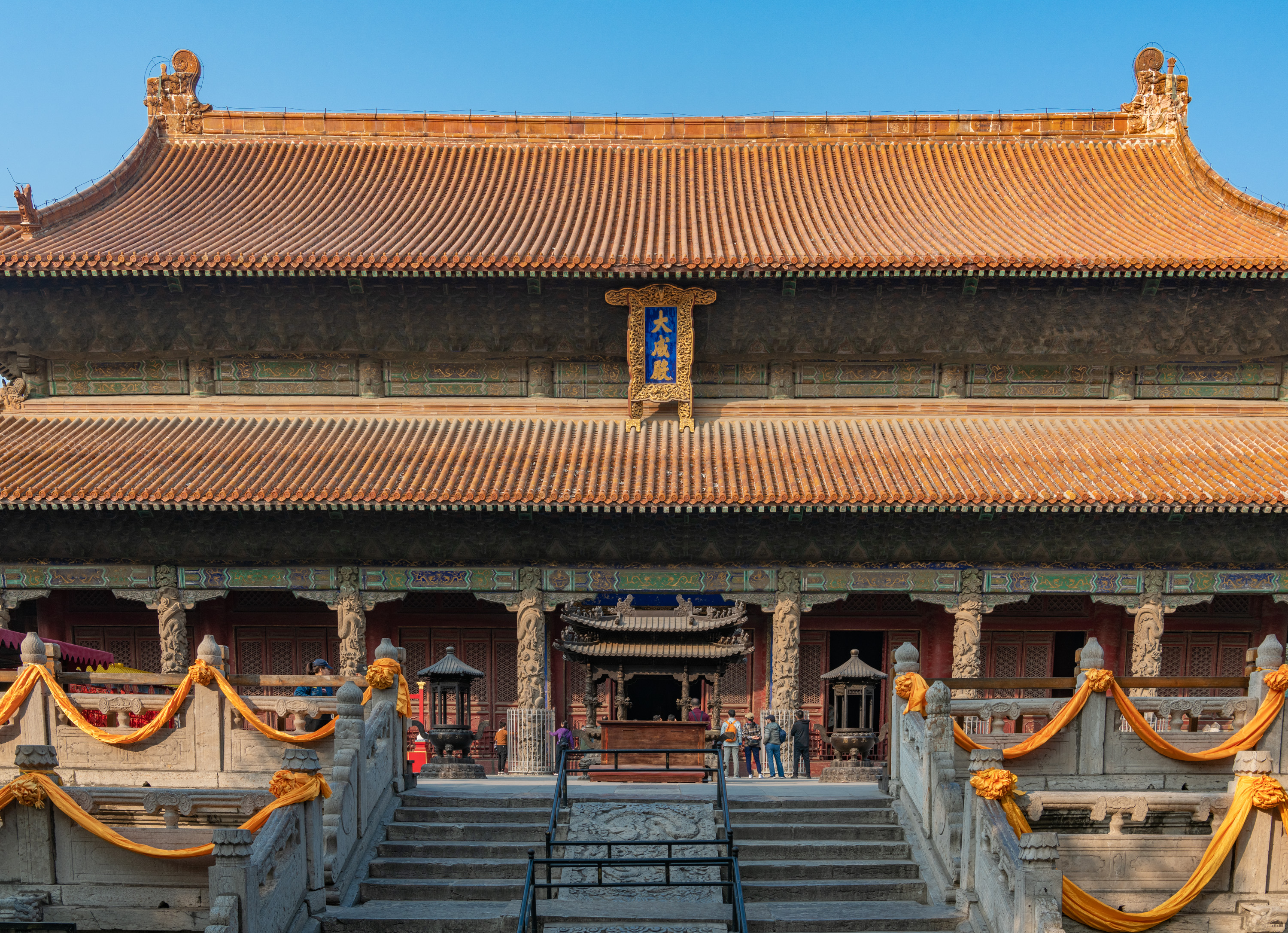
Konfuciův chrám v Čchü-fu

- 479 př. n. l.: Bitva u Platají, Řekové porazili Peršany a ukončili perské války.
- 479 př. n. l.: Bitva u Mykalé.
- 479 př. n. l.: Potidaia byla zasažena vlnou tsunami.
- 479 př. n. l.: Čínský filozof Konfucius zemřel.
- 478 př. n. l.: Zřízení Konfuciova chrámu v (současném) Qufu.
- 477 př. n. l.: Athénský námořní spolek byl slavnostně založen.
- 476 př. n. l.: Archidamos II. nastoupil na spartský trůn po svém dědečkovi Leótychidovi, který je vykázán do Tegea.
- 475 př. n. l.: Král Xuan Čou se stal králem dynastie Čou.
- 474 př. n. l.: Bitva u Kýmé – Syracusané pod vedením Hieróna I. porazili Etrusky a ukončili etruskou expanzi v jižní Itálii.
- 474 př. n. l.: Řecký básník Pindaros se odstěhoval do Théb.
- 473 př. n. l.: Čínský stát Wu byl anektován státem Yue.
- 472 př. n. l.: Karystos v Euboji se musel připojit k Athénskému námořnímu spolku (přibližné datum).
- 472 př. n. l.: Aischylos napsal tragédii Peršané.
- 471 př. n. l.: Athénský politik Themistoklés byl hlasováním vyobcován.

### 469–460 př. n. l.
- 469 př. n. l.: Filozof Sókratés se narodil v Attice, v Athénách.
- 468 př. n. l.: Sofoklés, řecký dramatik, porazil Aischyla v soutěži o Athénskou cenu.
- 468 př. n. l.: Anzio dobyto římskými silami.
- 468 př. n. l.: Král Zhending z Čou se stal králem čínské dynastie Čou.
- 466 př. n. l.: Athénský námořní spolek porazil Persii v bitvě u Eurymedonu.
- 466 př. n. l.: Řecká kolonie Taranto v Magna Graecia je poražena Iapygesany (Iapygian), původními obyvateli starověké Apulie ; Tarentská monarchie padá s nástupem demokracie a vyhnáním Pythagorejců.
- 465 př. n. l.: Král Xerxés I. z perské říše byl zavražděn Artabanem Hyrcanianem. Po Xerxovi nastoupil Artaxerxés I., je možné že Artabanus vládl jako regent.
- 465 př. n. l.: Thasos vystoupil z Athénského námořního spolku.
- 464 př. n. l.: Zemětřesení ve starověké Spartě v Řecku vedlo k heilotskému povstání a k napjatým vztahům s Athénami, což je jeden z faktorů, které vedly k Peloponéské válce.
- 464 př. n. l.: Král Regent Artabanos z Persie byl zabit svým svěřencem Artaxerxem I.
- 464 př. n. l.: Třetí Messénská válka.
- 462 př. n. l.: Vzpoura Thasu proti Athénskému námořnímu spolku skončila, když se obyvatelé vzdali.
- 461 př. n. l.: Athénský politik Kimón byl hlasováním vypovězen.
- 460 př. n. l.: Egypt se vzbouřil proti Persii a začal šestiletou válku. Athénské vojsko vyslané k útoku na Kypr bylo odvoláno a posláno podpořit vzpouru Egypta.
- 460 př. n. l.: Cincinnatus se stal konzulem římské republiky.
- 460 př. n. l.: Na řeckém ostrově Kós se narodil lékař Hippokratés

### 459–450 př. n. l.
- 459 př. n. l.: Pleistoanax nastoupil po otci Pleistarchovi na spartský trůn.
- 459 př. n. l.: Zničení sicilského města Morgantina Douketiem, vůdcem Sikulů, (podle Diodora Sicilského).
- 459 př. n. l.: Ezra přivedl druhou skupinu Židů z Babylonu do Jeruzaléma.
- 458 př. n. l.: Řecký dramatik Aischylos dokončil Oresteiiu, trilogii o rodinném nepřátelství. Hry měly velký vliv na pozdější dramatiky.
- 458 př. n. l.: Cincinnatus je jmenován diktátorem římské republiky, aby bránil Řím proti kmenu Aequů. O šestnáct dní později, když porazil útočníky v bitvě u hory Algidus, rezignoval a vrátil se zpět na svůj statek.
- 457 př. n. l.: Největší reforma athénského státníka Perikla, umožňující prostým lidem sloužit v jakémkoli státním úřadě, otevírá Zlatý věk starověkých Athén.
- 457 př. n. l.: Bitva u Tanagra – Sparta porazila Athéňany nedaleko Théb.
- 457 př. n. l.: Bitva u Oenophyta – Athéňané porazili Théby a ovládli je.
- 457 př. n. l.: Vyhláška Artaxerxa I. o znovuzřízení městské vlády v Jeruzalémě. Viz Ezra 7, Daniel 9 a Nehemiah 1 ve Starém zákoně.
- 455 př. n. l.: Mezi Athénami a Spartou bylo uzavřeno třicetileté příměří.
- 455 př. n. l.: Eurípidés představil svou asi první tragédii Peliades na athénských slavnostech Dionýsiích.
- 454 př. n. l.: Athény ztratily flotu a možná přišly až o 50 000 mužů při neúspěšném pokusu o pomoc egyptské vzpouře proti Persii.
- 454 př. n. l.: Pokladnice Athénského námořního spolku se přesunula z Délu do Athén.
- 454 př. n. l.: Akty nepřátelství mezi Segestou a Selinuntem, dvěma řeckými městy na Sicílii.
- 453 př. n. l.: Tchaj-jüan, město v Číně, bylo zaplaveno.
- 451 př. n. l.: Athény uzavřely mír se Spartou a vedly válku proti Persii.
- 451 př. n. l.: V římské republice se dostali k moci Decemvirové. Uzákonili Zákon dvanácti desek, základ římského práva.
- 450 př. n. l.: Bitva u Salamíny: Athéňané pod vedením Kimóna porazili perskou flotu.
- 450 př. n. l.: Perdiccas II. nastoupil na trůn po Alexandrovi I. jako král Makedonie (přibližné datum).
- 450 př. n. l. – 325 př. n. l.: Olmékové opustili La Ventu, která se do roku 325 př. n. l. vylidnila.

### 449–440 př. n. l.
- 449 př. n. l.: Calliasův mír (podle politika Callii) mezi Athénským námořním spolkem a Persií ukončil perské války
- 449 př. n. l.: Začala stavba Héfaistova chrámu v Athénách.
- 449 př. n. l.: V Římě je vyhlášen Zákon dvanácti desek – první veřejný zákoník římské republiky.
- 449 př. n. l.: Římané se vzbouřili proti vládě decemvirů, kteří rezignovali a byl znovu zaveden tribunát.
- 449 př. n. l.: Hérodotos dokončil psaní svých Dějin, které zaznamenávají události perské války.
- 448 př. n. l.: Feidiás dokončil devět metrů vysokou sochu Athény na Akropoli.
- 447 př. n. l.: Athény na podnět Perikla zahajují stavbu Parthenónu.
- 447 př. n. l.: Bitva u Coronelu – Athéňané byli vyhnáni z Bojótie.
- 447 př. n. l.: Achaios z Eretrie, řecký dramatik, představil svou první hru.
- 445 př. n. l.: Periklés vyhlásil třicetiletý mír mezi Athénami a Spartou.
- 445 př. n. l.: Artaxerxés I. dal Nehemjášovi povolení k přestavbě Jeruzaléma.
- 445 př. n. l.: Úderem blesku vzniklo podle pověsti na římském foru jezírko Lacus Curtius, jež zasvětil Gaius Marius, Mettius nebo Marcus Curtius.
- 443 př. n. l.: Římská republika vytvořila úřad cenzury, zpočátku určený pouze pro patricije
- 443 př. n. l.: Založení řecké kolonie Thurioi v jižní Itálii. Mezi kolonisty byl i Hérodotos a Lysias.
- 442 př. n. l.: Sofoklés napsal Antigonu.
- 441 př. n. l.: Král Ai zhou se stal králem čínské dynastie Čou, ale zemřel před koncem roku.
- 440 př. n. l.: Hladomor v Římě.
- 440 př. n. l.: Král Kao z Čou se stal králem čínské dynastie Čou.
- 440 př. n. l.: Démokritos mluví o nedělitelných částicích, které nazval atomy.

### 439–430 př. n. l.
- 439 př. n. l.: Cincinnatus se znovu stal diktátorem římské republiky; během své vlády porazil Volsky.
- 439 př. n. l.: Podle pověsti zachránil Gaius Servilius Ahala Řím před Spuriem Maeliem.
- 438 př. n. l.: Iktinos a Kallikratés dokončili výstavbu Parthenónu na athénské Akropoli.
- 435 př. n. l.: Feidiás dokončil sochu Dia v Olympii, jeden ze sedmi divů světa.
- 434 př. n. l.: Konflikt mezi řeckým ostrovem Kerkyra a jeho mateřským městem Korintem.
- 434 př. n. l.: Anaxagorás se pokusil narýsovat kruh o stejném obsahu jako daný čtverec.
- 433 př. n. l.: Bitva u Syboty mezi Kerkyrou a Korintem.
- 433 př. n. l. (nebo později): Pohřeb markýze Yi Zeng v Číně.
- 432 př. n. l.: Athény přijaly 19letý cyklus synchronizace slunečních a lunárních kalendářů.
- 432 př. n. l.: Athény porazily Korint v Bitvě u Potidaje.
- 432 př. n. l.: U měst Taranto a Thurioi je založena kolonie Heraklejských Řeků
- 431 př. n. l.: začíná Peloponéská válka mezi Spartou a Athénami a jejich spojenci.
- 431 př. n. l.: Porážka Aequů Římany pod vedením diktátora Aula Tuberta.
- 431 př. n. l.: Řecký lékař a filozof Empedoklés vyjádřil názor, že lidské tělo má čtyři tělesné šťávy: krev, žluč, černá žluč a hlen. Tato představa bude po staletí ovlivňovat lékařské myšlení.
- 430 př. n. l.: Athény postihla velká epidemie, patrně způsobená epidemickým tyfem.
- 430 př. n. l.: První představení Sofoklovy hry Král Oidipus.

### 429–420 př. n. l.
- 429 př. n. l.: Bitva u Chalkis – Chalkiďané a jejich spojenci poraženi Athéňany.
- 429 př. n. l.: Bitva o Naupaktos – Formion porazil Peloponéskou flotu.
- 429 př. n. l.: Mor zahubil více než třetinu obyvatel Athén.
- 429 př. n. l.: Thrácký král Sitalkes napadl Makedonii.
- 428 př. n. l.: Mytiléna se vzbouřila proti Athénám, ale byla poražena.
- 428 př. n. l.: Sparťané se pokoušeli potlačit povstání na Korfu, ale stáhli se, když se je Athéňané chystali zajmout.
- 428 př. n. l.: Řecká kolonie Cumae v Itálii padla do rukou Samnitů.
- 427 př. n. l.: Vůdci mytilénské vzpoury byli popraveni.
- 427 př. n. l.: Plataje se vzdaly Sparťanům, kteří popravili přes 200 vězňů a město zničili.
- 427 př. n. l.: Athéňané zasáhli na Sicílii, aby ochránili ostrov před Spartou
- 428 př. n. l.: Narodil se filozof Platón.
- 426 př. n. l.: Démosthenés neúspěšně obléhal korintskou kolonii Lefkadu.
- 426 př. n. l.: Ambracia (spojenec Sparty) napadla Akarnanii (spojence Athén). Athéňané pak v bitvě u Olpae porazili Spartu.
- 425 př. n. l.: Démosthenés dobyl přístav Pylos na Peloponésu.
- 425 př. n. l.: Athéňané napadli Sfactérii a porazili Spartu v bitvě o Pylos.
- 424 př. n. l.: Sicílie odstoupila od války a vyhnala ze země všechny cizí mocnosti. Athény se tedy musely stáhnout z ostrova
- 424 př. n. l.: Athéňané se snažili dobýt Megaru, ale byli poraženi Spartou.
- 424 př. n. l.: Spartský generál Brásidás dobyl Amfipolis, což znamenalo porážku pro Athény. Thúkydidés, zodpovědný za athénské selhání, byl proto vyhnán a měl pak čas psát svoje Dějiny peloponéských válek
- 423 př. n. l.: Athéňané navrhli příměří, které spartský generál Brasidas ignoroval.
- 422 př. n. l.: Sparta porazila Athény v bitvě u Amfipole, kde byl jak athénský Kleón, tak spartský Brásidás zabiti.
- 421 př. n. l.: Mír u Nicias dočasně ukončil nepřátelství mezi Athénami a Spartou.
- 420 př. n. l.: Alkibiadés byl zvolen stratégem Athén a začal dominovat athénské politice.

### 419–410 př. n. l.
- 419 př. n. l.: Mír u Nicie byl přerušen, když Sparta porazila Argos.
- 418 př. n. l.: Sparta získala významné vítězství nad Athénami v bitvě u Mantinea, největší pozemní bitvě Peloponéské války.
- 416 př. n. l.: Athéňané dobyli ostrov Mélos a zachovali se velmi krutě k místním obyvatelům.
- 416 př. n. l.: Athéňané chtěli vyhovět sicilské prosbě o pomoc a začali proto plánovat invazi na ostrov.
- 415 př. n. l.: Posvátné Hermovy busty v Athénách byly poničeny těsně před tím, než se vydala výprava na Sicílii. Jeden z viníků, Andocidés, byl chycen a nucen vyzradit spolupachatele, mezi nimi také Alkibiada. Muži byli odsouzeni k smrti v nepřítomnosti.
- 415 př. n. l.: Alkibiadés zběhl od Athén ke Sparté, když se dozvěděl, že byl odsouzen k smrti
- 414 př. n. l.: Athéňané se pokusili o průlom při obléhání Syrakus, ale Sparta je porazila.
- 413 př. n. l.: Démosthenés navrhl Athéňanům , aby opustili Syrakusy a vrátili se do Athén, kde je potřebná jejich pomoc. Nikias však odmítl. V následném boji se Spartou byly Athény opět poraženy. Démosthenés i Nikias padli.
- 413 př. n. l.: Kárie se spojila se Spartou.
- 412 př. n. l.: Peršané se chystali na invazi do Iónie a uzavřeli smlouvu o invazi se Spartou.
- 411 př. n. l.: Demokracie v Athénách byla svržena a nahrazena oligarchickou radou čtyř set. Tato rada brzy padla a když začalo vládnout Rada pěti tisíc, byl pořádek téměř obnoven. Začátkem následujícího roku byli i oni svrženi a obnovena předchozí demokracie.
- 410 př. n. l.: Díky porážce Sparty v Bitva u Cyzicu.Athény získávají kontrolu nad obilní cestou od Černého moře, pro ně životně důležitou.

### 409–400 př. n. l.
- 409 př. n. l.: Athény znovu dobyly Byzanci. Tím ukončily byzantskou vzpouru a ovládly celý Bospor.
- 409 př. n. l.: Založeno město Rhodos.
- 409 př. n. l.: Kartáginci napadli Sicílii.
- 408 př. n. l.: Perský král Dareios II. se rozhodl pomáhat Spartě ve válce, a jmenoval proto svého syna Kýra mladšího satrapou. Kýros však začal budovat armádu, která bude bojovat ze jeho vlastní zájmy.
- 408 př. n. l.: Alkibiadés se po sedmi letech triumfálně vrátil do Athén.
- 407 př. n. l.: Spartská flota obklíčila Athénskou v bitvě o Notium, což dalo odpůrcům Alkibiada důvod zbavit ho velení. Alkibiadés se do Athén už nikdy nevrátil.
- 406 př. n. l.: Athény porazily Spartu v bitvě u Arginuských ostrovů, Kónonova blokáda byla odvolána.
- 406 př. n. l.: Sparta žádala o mír, ale Athény to odmítly.
- 406 př. n. l.: Kartáginci znovu napadli Sicílii a vrátili se do Kartága s válečnou kořistí, ale také s morem.
- 405 př. n. l.: Spartský král Pausanias oblehl Athény a obyvatelé města v důsledku toho hladověli.
- 405 př. n. l.: V Syrakusách se dostal k moci Dionysius Starší. Uzavřel mír s Kartágem a začal upevňovat a rozšiřovat svůj vliv.
- 25. dubna 404 př. n. l.: Athény se vzdaly Spartě a tím skončila Peloponéská válka. Sparta zavedla v Athénách oligarchický systém třicet tyranů.
- 404 př. n. l.: Egypt se vzbouřil proti perské nadvládě.
- 403 př. n. l.: Čínský stát Jin byl rozdělen na tři menší státy. [1]
- 403 př. n. l.: Někteří athénští vyhnanci se vraceli, aby bojovali proti Třiceti tyranům a aby obnovili demokracii v Athénách. Jsou však v bitvě u Pirea těsně poraženi Spartou. Poté spartský král Pausaniás obnovil demokracii v Athénách.
- 403 př. n. l.: Thrasybúlos obnovil athénskou demokracii a poskytl téměř všeobecnou amnestii.
- 403 př. n. l.: Athéňané přijali jónskou abecedu.
- 401 př. n. l.: Kýros Mladší se vzbouřil proti perskému králi Artaxerxovi II., Ale nakonec byl v bitvě zabit.
- 400 př. n. l.: Po Kýrově smrti se jeho řečtí žoldnéři vrátili zpět do Řecka, kde jejich skutky a pochod přes Persii udělaly na Spartu takový dojem, že vyhlásila válku Persii.
- 400 př. n. l.: Kartáginci obsadili Maltu.
- 400 př. n. l.: Egypťané se úspěšně vzbouřili proti perské vládě.
- 400 př. n. l.: Počátky města Londýna (přibližný letopočet)
- 400 př. n. l.: Ve starověkém Japonsku skončilo Období Džómon

## Významní lidé
- Agésilaos II., spartský král

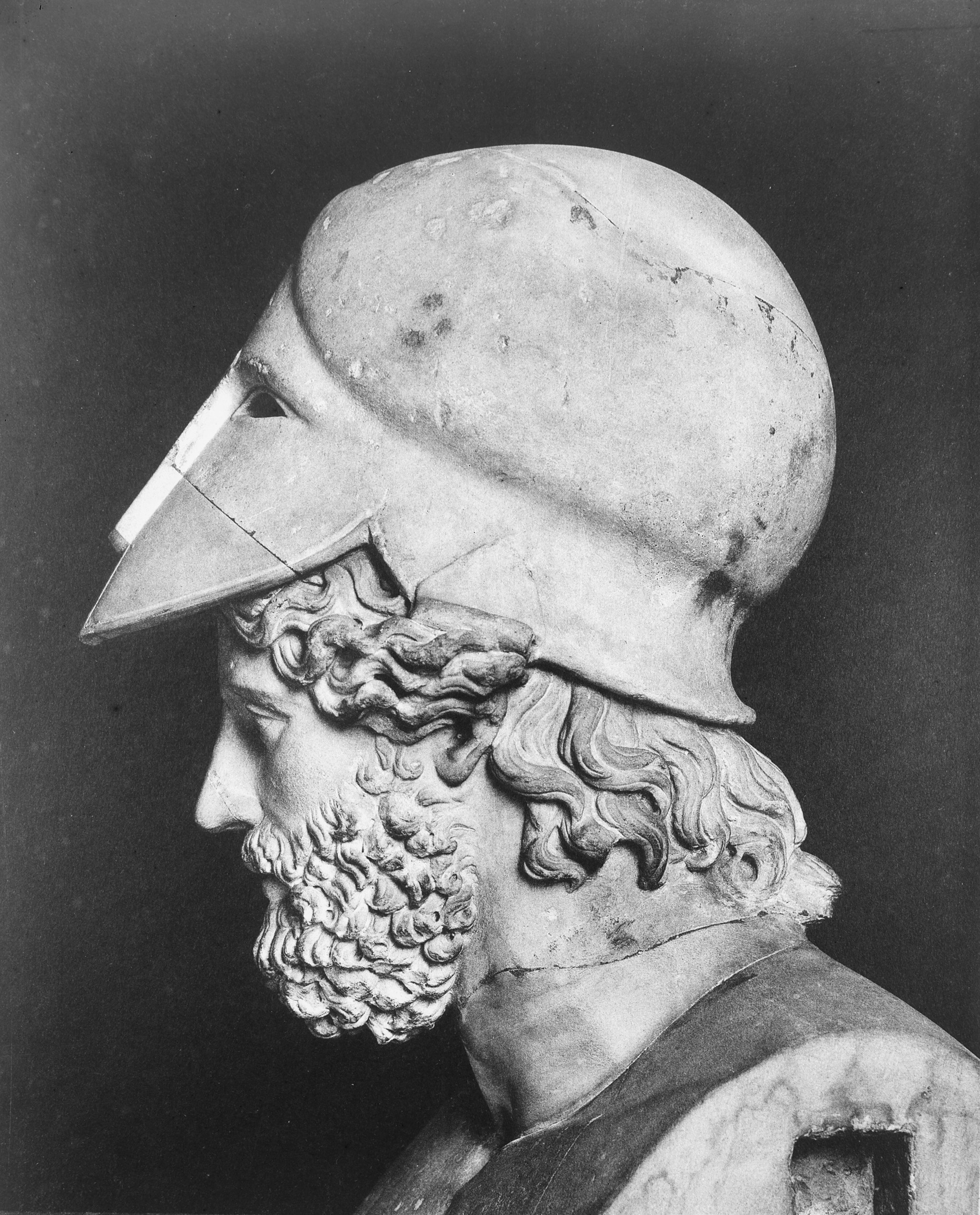
Themistoklés

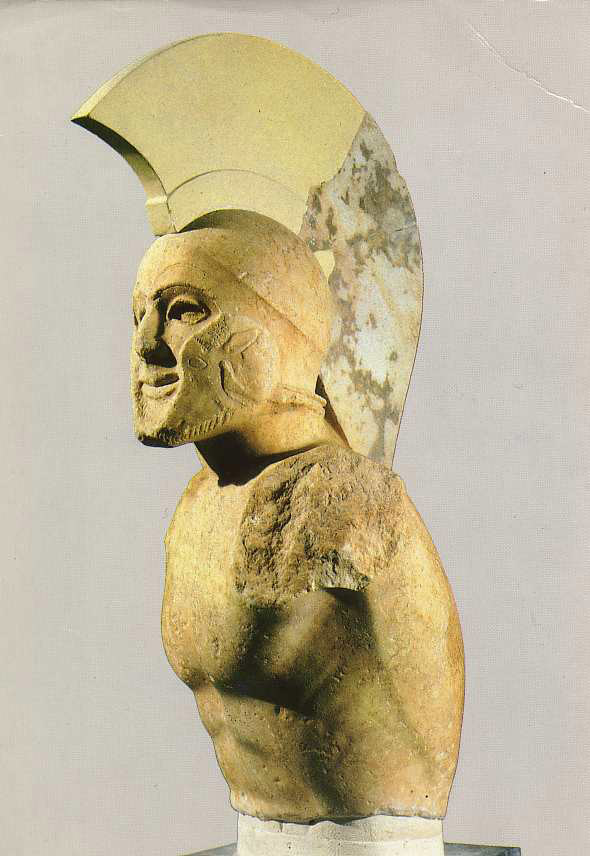
Leónidás I.

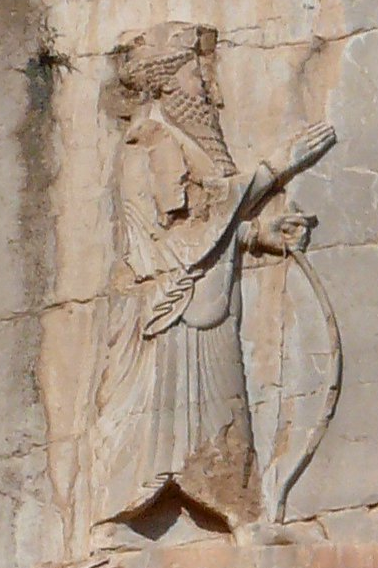
Xerxés I.

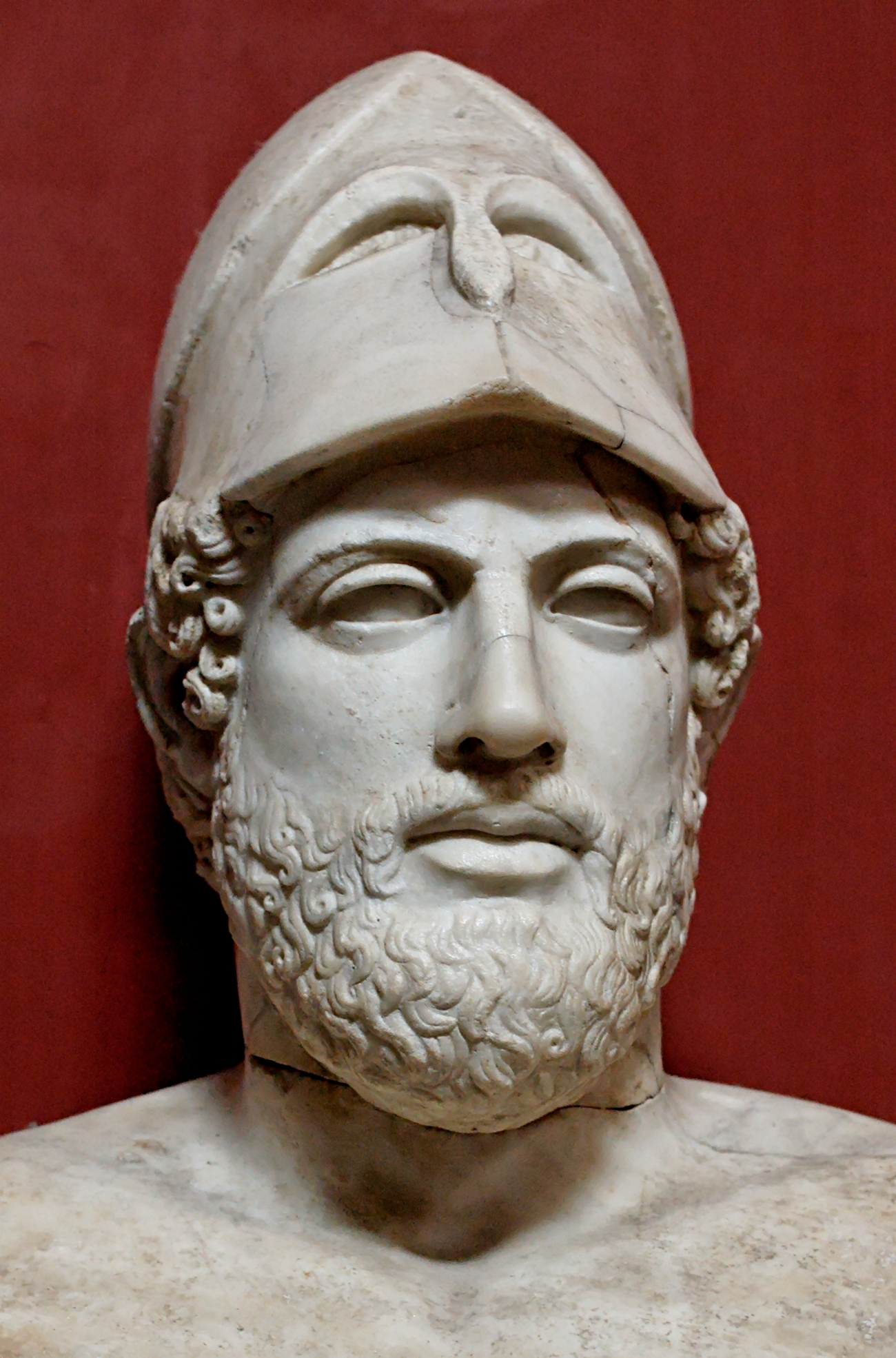
Periklés

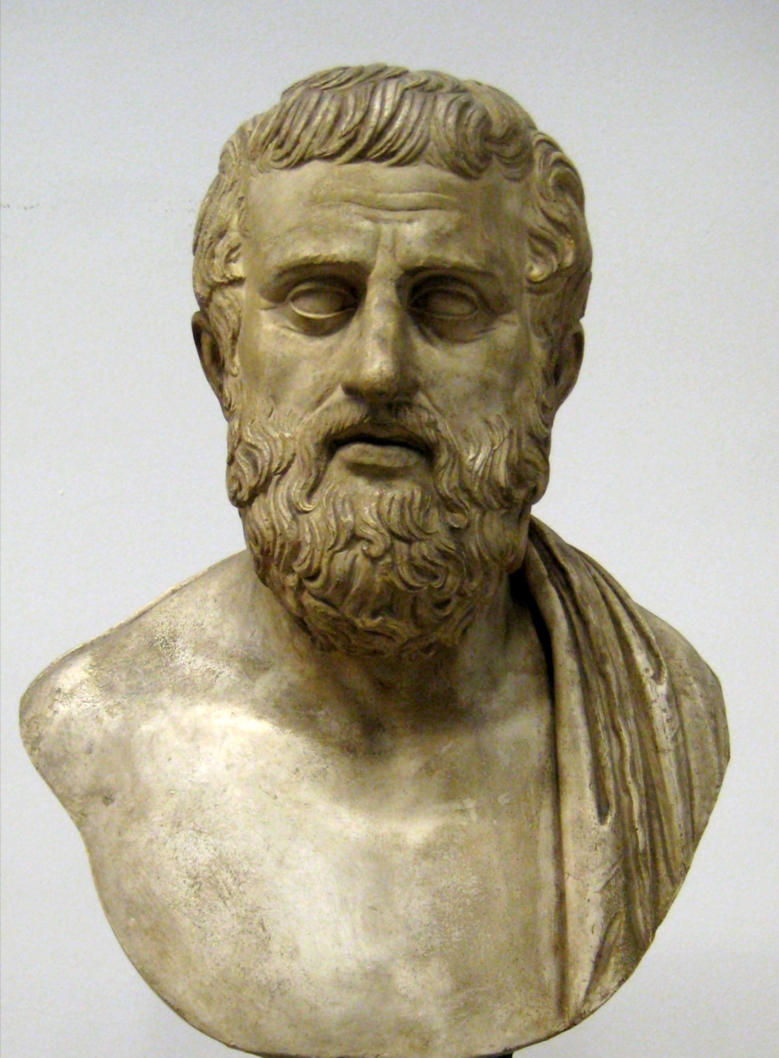
Sofoklés

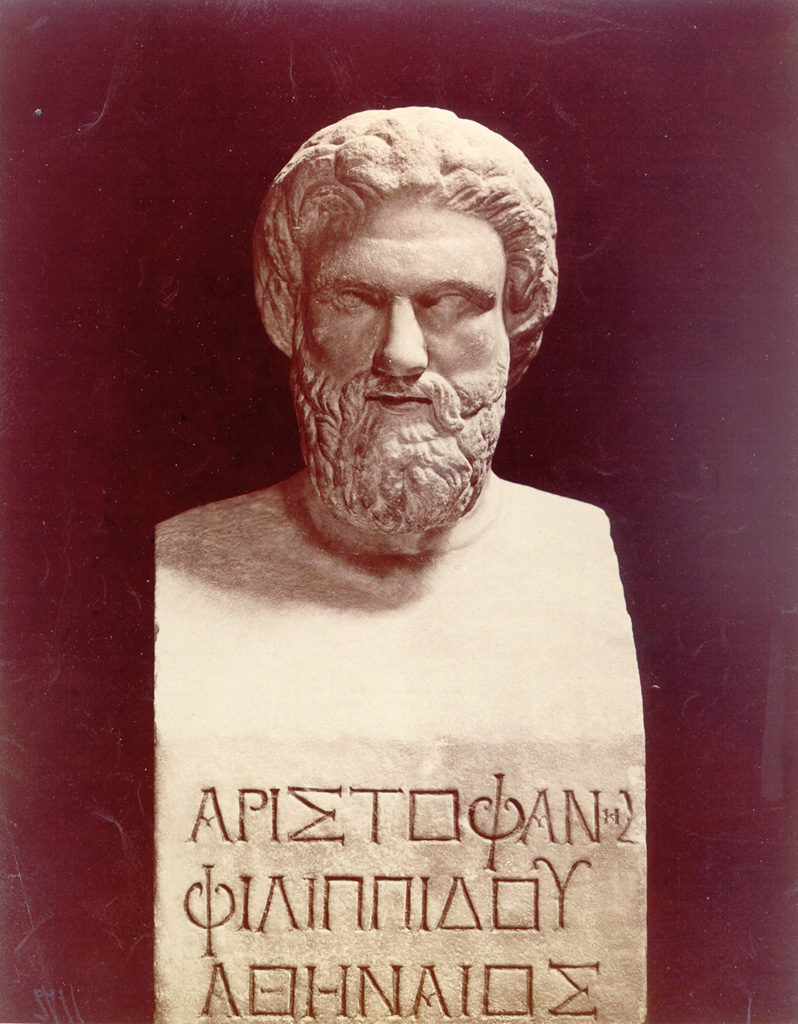
Aristofanés

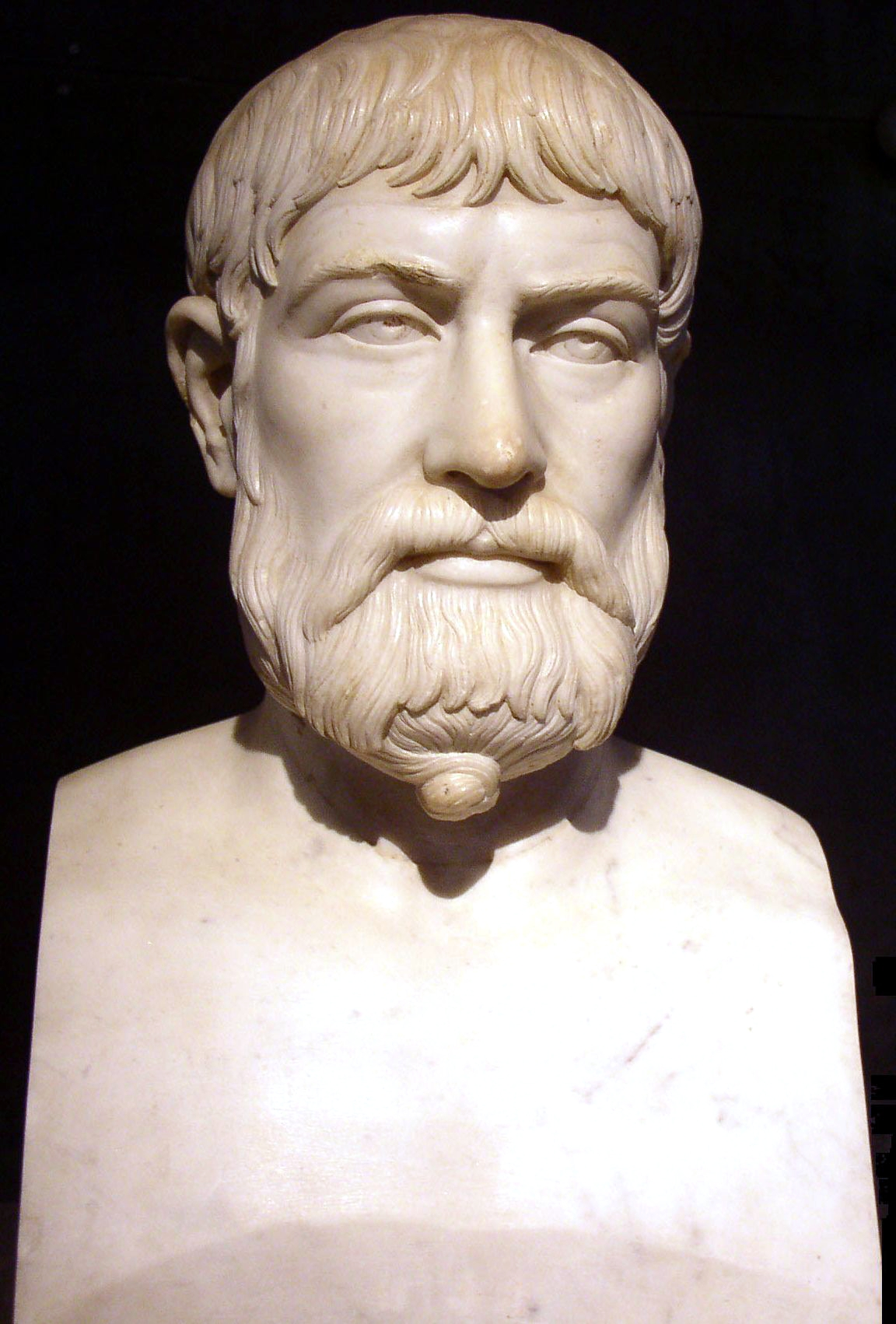
Pindar

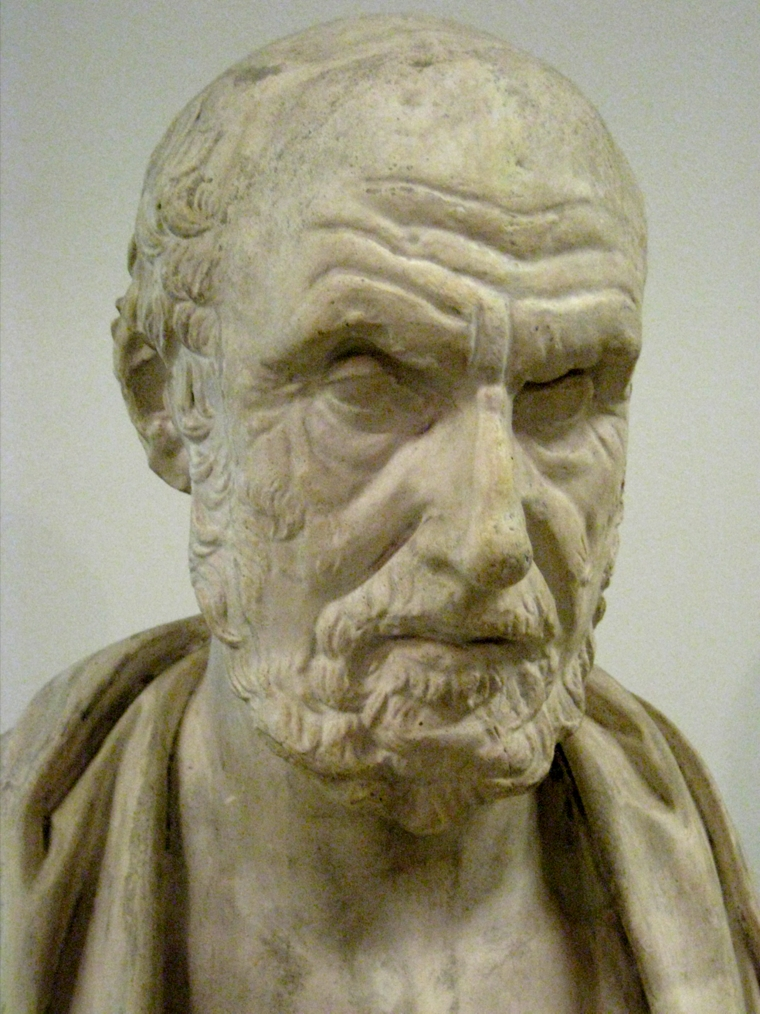
Hippokratés

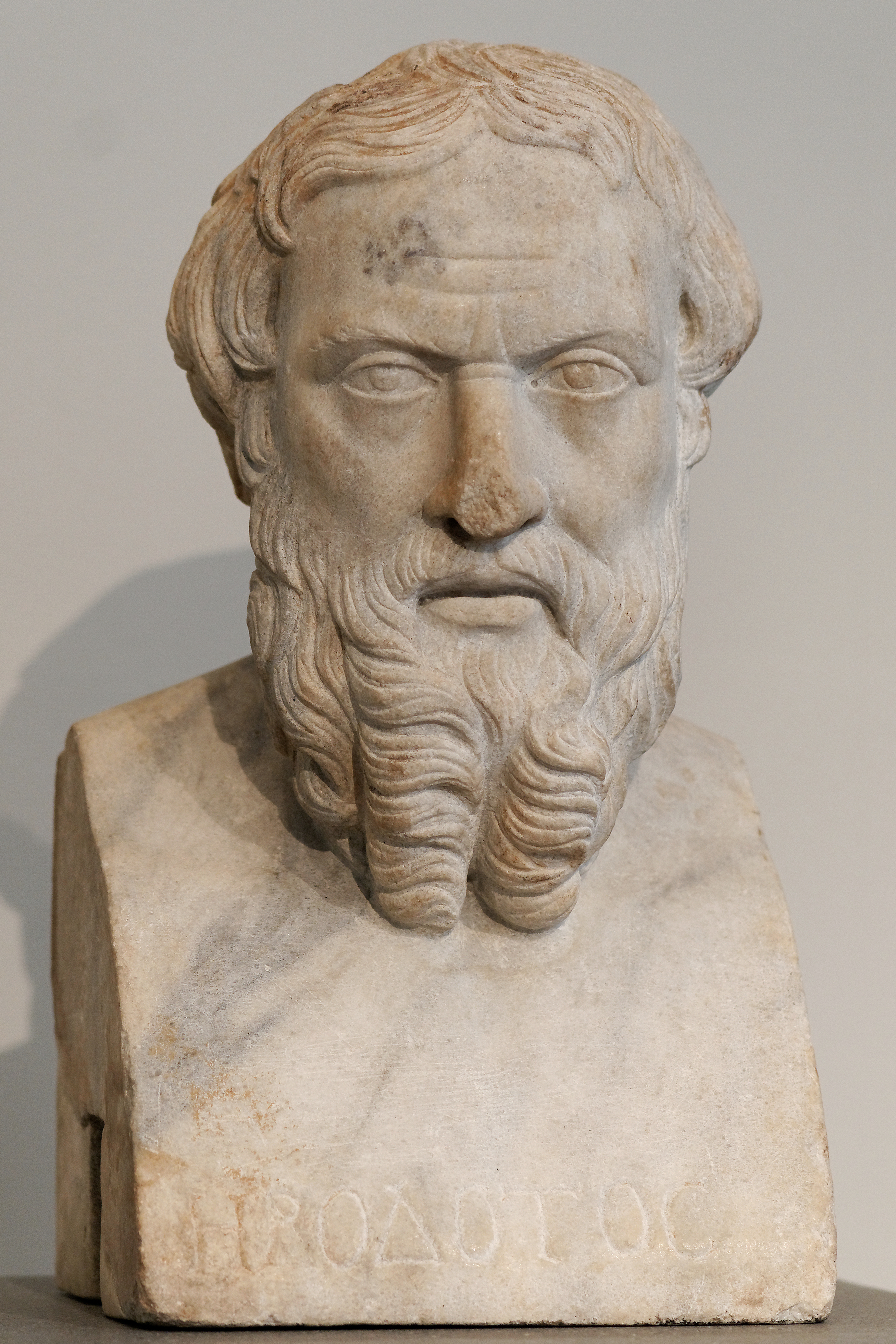
Hérodotos

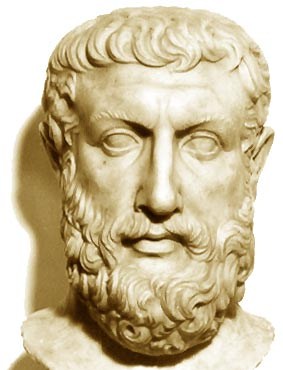
Parmenidés

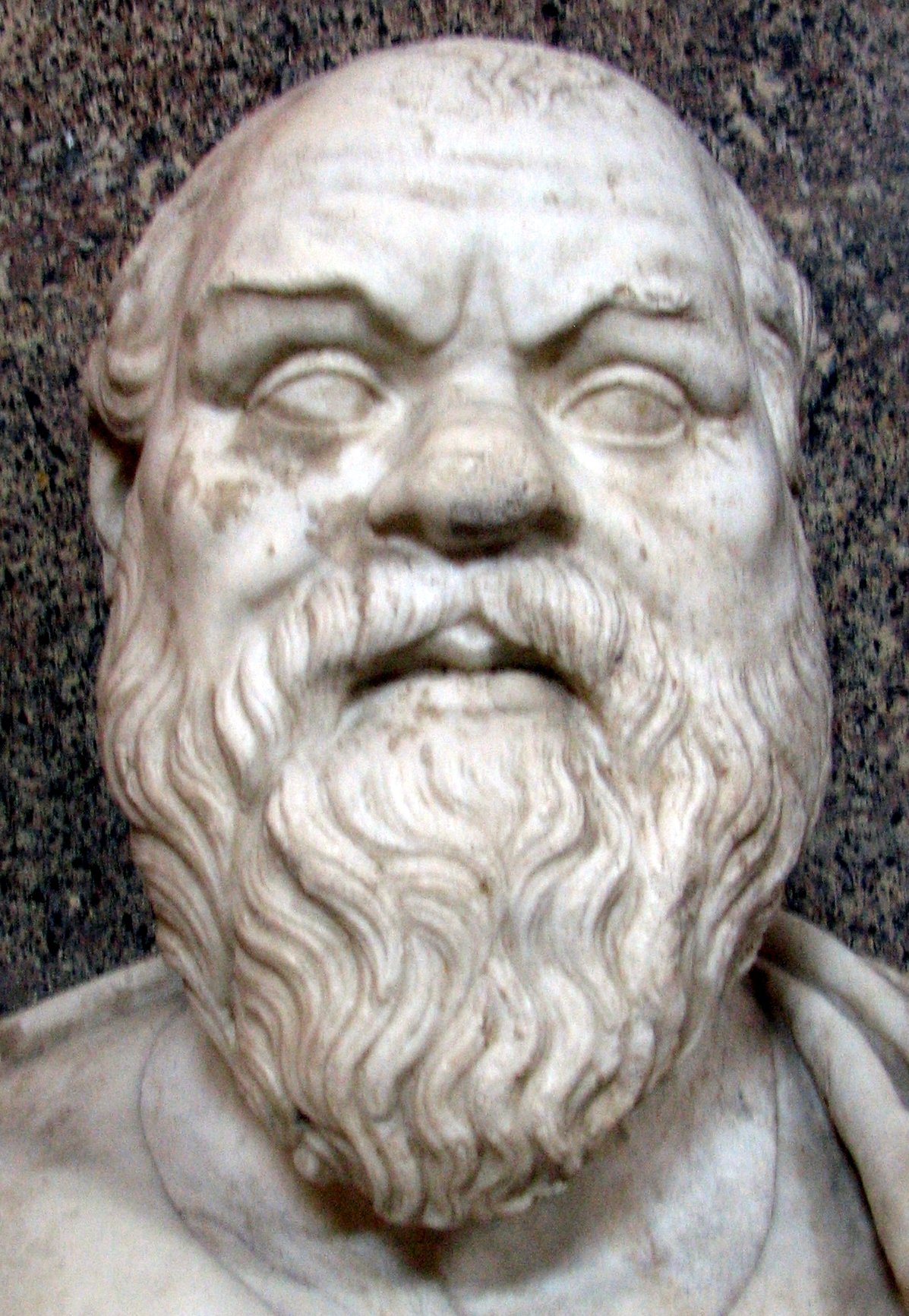
Sókratés

- Alkibiadés, athénský generál a politik
- Alexandr II., makedonský král
- Aristides, athénský politik
- Artabanus z Persie, král regent vládnoucí za Artaxerxe I.
- Artaxerxés II., perský král
- Aspasia z Milétu, milenka athénského Perikla
- Brásidás, spartský generál
- Marcus Furius Camillus, římský politik
- Kimón, athénský politik
- Kleón, athénský politik
- Lucius Quinctius Cincinnatus, římský politik
- Gaius Marcius Coriolanus, římský generál
- Dareios II., perský král
- Dionýsios I. Starší , tyran v Syrakusách
- Efialtes, zrádce Řeků v bitvě u Thermopyl
- Fan Li, čínský poradce
- Fuchai z Wu, panovník království Wu
- Goujian z Yue, panovník panovník království Yue
- Král Kao z Zhou, král z čínské dynastie Čou
- Leónidás I., spartský král
- Lu Pan, čínský technik a vynálezce
- Lýsandros, spartský generál a admirál
- Mardonios, perský generál
- Miltiadés, athénský generál
- Pausaniás (vojevůdce), spartský generál
- Periklés, athénský politik
- Pleistarchos, spartský král
- Póros, indický král, bojoval proti Alexandrovi v bitvě u Hydaspés
- Themistoklés, athénský politik a generál
- Král Weilie z Čou, král z dynastie Čou
- Wu Zixu, čínský generál a politik
- Verginia, známá oběť decemvirů
- Xerxés I., perský král
- Xi Shi, čínská kráska
- Král Zhending z Čou, čínský král z dynastie Čou

### Výtvarné umění
- Agatharchos, řecký malíř
- Douris, malíř a hrnčíř – zhotovoval vázy s červenými postavami
- Eufronios, řecký malíř a hrnčíř váz
- Feidiás, řecký sochař, malíř a architekt
- Hippodamos z Milétu, řecký architekt
- Iktinos, řecký architekt
- Kallikratés, řecký architekt
- Krésilás, řecký sochař
- Kritios, řecký sochař
- Mnésiklés, řecký architekt
- Myrón, řecký sochař
- Paión z Mendé, řecký sochař
- Parrhasios, řecký malíř
- Polygnótos z Thasu, řecký malíř
- Polykleitos, řecký sochař
- Zeuxis, řecký malíř

### Věda a filozofie
- Anaxagorás, řecký filozof
- Démokritos, řecký filozof
- Gautama Buddha, indický filozof a zakladatel buddhismu
- Gorgias, řecký sofista, filozof and řečník
- Empedoklés, řecký filozof
- Eudoxos z Knidu, řecký matematik
- Hérakleitos, řecký filozof
- Hérodotos, řecký historik
- Hippias z Elidy, řecký sofista
- Hippokratés, řecký lékař
- Mocius, čínský filozof
- Pánini, hindský gramatik
- Parmenidés, řecký filozof
- Prótagorás z Abdér, řecký filozof
- Prodikos z Keu, řecký filozof
- Sókratés, řecký filozof
- Thúkydidés, řecký historik
- Zengzi, student konfuciánství, napsal Velké učení
- Zénón z Eleje, řecký filozof

### Sport
- Astylos z Krotónu, řecký běžec
- Dandes z Argu, řecký běžec
- Diagorás z Rhodu, řecký boxer
- Polydamas ze Skotúsy, řecký pankratista (sport pankration)
- Xenofón z Korintu, řecký běžec

## Vynálezy, objevy a nové technologie
- Díky inovaci vysoké pece se v čínském království Wu poprvé použila litina. Začala se běžně používat při výrobě zemědělských nástrojů a v éře válčících států se z ní začaly vyrábět zbraně.
- Stoupenci čínského filozofa Mozi poprvé použili katapult trébuchet.
- Řekové vynalezli kotvu s motolkami.
- Řekové začali používat ve stavebnictví a při nakládání dvounohé jeřáby.
- Řekové vynalezli lineární perspektivu.
- Řekové vyvinuli postup zvaný liti na ztracený vosk , který používali při lití bronzu.
- Čínský inženýr hydrauliky Ximen Bao (西門豹) dohlížel na rozsáhlý systém zemědělských zavlažovacích kanálů v době, kdy pracoval pro markýze Wena z Wei (文 侯) (445 př. n. l. – 396 př. n. l.).
- Čínský filozof Li Kui napsal Zákoník (Fajing, 法 经) v roce 407 př. n. l.), o který se opírá následující dynastie Qin ,a který je částečně i základem právního kodexu dynastie Han.
- Učenci se všeobecně shodují, že byla napsána Bhagavad Gita.
- Byla vyrobena slavná keramika kylix Berlin Foundry Cup (rané 5. století).
- Mayský kalendář – patrně nejstarší známý kalendář.